# アグスティン・デ・イトゥルビデ・イ・ウアルテ

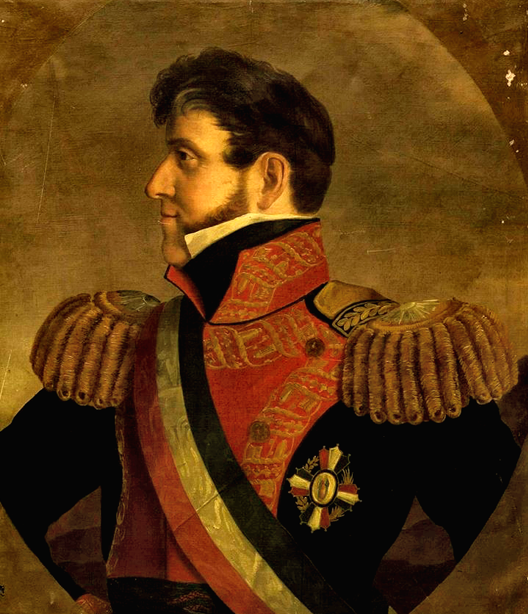
アグスティン・デ・イトゥルビデ・イ・ウアルテ

アグスティン・ヘロニモ・デ・イトゥルビデ・イ・ウアルテ（Agustín Jerónimo de Iturbide y Huarte, 1807年9月30日 バリャドリッド - 1866年12月11日 ニューヨーク）は、メキシコの軍人・外交官。短命に終わったメキシコ第一帝政の皇帝アグスティン・デ・イトゥルビデの長男で、1822年から1823年までメキシコ皇太子の地位にあった。

## 生涯
将校アグスティン・デ・イトゥルビデと妻のマリア・アナ・ウアルテの間の長男。両親はバスク人貴族の流れを汲む地主階層であり、アペオ（Apeo）とグアラチャ（Guaracha）に2つのアシエンダを所有し、キリオ（Quirio）近郊にも土地を持っていた。メキシコ独立戦争でスペイン軍の撃退に功のあった父が、1822年5月19日にメキシコ皇帝に選出されたことを聞かされたアグスティンは、衝撃を受けて眩暈を起こしたという。同年6月月22日、アグスティンはメキシコ憲法会議の布告により、9人の弟妹とともにメキシコ皇子・皇女の身分及び殿下の敬称を得ると同時に、皇帝の長子としてメキシコ皇太子の地位を授けられた。皇帝一族は田舎のアシエンダから、父が摂政会議議長になって以降使用していたメキシコシティのイトゥルビデ宮殿に移った。
サンタ・アナ・ビクトリア両将軍主導のカサ・マタ綱領を支持するクーデタで1823年6月に父が帝位を追われると、皇帝一族は英国の軍艦ローリンス（Rawlins）号で国外に脱出した。一家は最初、イタリア・トスカーナ大公国のリヴォルノに逗留したが、スペイン王室の圧力を受けた地元当局の命令で退去させられ、不本意ながら英国に渡った。アグスティンはノース・ヨークシャーのカトリック系寄宿学校アンプルフォース・カレッジで教育を受け。父は故国の保守派に帰国を請われ、学校に通う長男や多くの子を残して、妻と2人の子を連れて1824年6月メキシコに舞い戻ったが、すぐ当局に囚われ処刑された。アグスティンはわずか17歳でイトゥルビデ家の家長となった。
アンプルフォース・カレッジで学業を修めると、アグスティンは南米ヌエバ・グラナダ共和国に向かい、そこでベネズエラ独立の英雄シモン・ボリバルと親しくなり、ボリバルの副官となった。メキシコの外務大臣が南米に元皇太子がいることについて苦情を申し立ててくると、ボリバルはアグスティンを守るために次のように返事を出した、「彼が（南米に）いることに神経をとがらせるべきではないでしょう、彼は父の帝位を取り戻そうなどとは微塵も思っていませんから」。アグスティンは副官として1830年12月のボリバルの死を見届けた。公式記録には次のようにある、「息を引き取る前夜、ボリバルは友人で副官のイトゥルビデに支えられて階段を上り、寝室へ入った」。1831年、メキシコ政府は旧皇帝一族に対する追放令を撤回し、アグスティンは故国に戻ることが出来た。
アグスティンはメキシコで外交官として採用され、最初はアメリカ合衆国のメキシコ大使館に1833年3月19日まで勤め、次いで英国の大使館に転じて1835年まで勤めた。俸給は年額わずか3500ペソに過ぎなかったが、父から相続した巨額の遺産のおかげで生活には不自由しなかった。勃発した米墨戦争に従軍し、1847年8月のコントレラスの戦いではセラヤ（Celaya）連隊を率いて戦った。また、1861年に創設された教皇領を守護する部隊教皇庁ズアーブ兵に志願兵として加わっている。
1864年メキシコ第二帝政が始まると、アグスティンは自身の帝位請求を取り下げて新皇帝マクシミリアンに忠誠を誓った。アグスティンは1866年に死去し、米国フィラデルフィアの洗礼者聖ヨハネ・カトリック教会堂内の母の墓の隣に埋葬された。マクシミリアン帝の養子となった甥のアグスティン・デ・イトゥルビデ・イ・グリーンが、イトゥルビデ家の家長となった。アグスティンは生涯独身を通したが、ペルー・アレキパ出身のニコラサ・フェルナンデス・デ・ピエロラ（Nicolasa Fernández de Pierola）との間に非嫡出子ヘスーサ・デ・イトゥルビデ（Doña Jesusa de Iturbide）をもうけた。彼女は母方従兄であるペルー大統領のニコラス・デ・ピエロラと結婚した。

## 引用・脚注
1. ↑  “Imperial House of Mexico”. 2011年5月10日時点のオリジナルよりアーカイブ。2011年3月11日閲覧。
2. 1 2  Hamue-Medina, Rocio Elena. "Agustin Iturbide". Archived from the original on 23 May 2008. Retrieved 2008-11-10.
3. 1 2  "Agustin de Iturbide (1783–1824)". Archived from the original on 30 May 2008. Retrieved 2008-11-10.
4. ↑  Rosainz Unda, Gorka. "Agustín de Iturbide, Libertador de México" (in Spanish). Euskonews. Retrieved 10 November 2008.
5. ↑  Fowler, Will (1998). Mexico in the Age of Proposals, 1821–1853.. Westport, CT, USA: Greenwood Publishing Group, Incorporated. ISBN 978-0-313-30427-9.
6. ↑  Hamnett, Brian (1999). Concise History of Mexico. Port Chester, NY, USA:
7. 1 2 3 4  “Casa Imperial”. 2011年5月10日時点のオリジナルよりアーカイブ。2011年3月11日閲覧。
8. ↑  Digital UANL Studies of the General History of Mexico. VOLUME V[リンク切れ]
9. ↑  "Forma Palacio de Iturbide parte de la historia patria" (in Spanish). Notimex. Mexico City: El Universal. 19 April 2008. Retrieved 10 November 2008.
10. ↑  Vazquez-Gomez, Juana (1997). Dictionary of Mexican Rulers 1325–1997. Westport, CT, USA: Greenwood Publishing Group, Incorporated,. ISBN 978-0-313-30049-3.
11. 1 2  Manfut, Eduardo P.. "Coleccion de Documentos Historicos – Don Agustin de Iturbide" (in Spanish). Retrieved 10 November 2008.
12. ↑  "Casa Imperial – Don Agustin de Iturbide" (in Spanish). Retrieved 10 November 2008.
13. 1 2  “Casa Imperial”. 2011年5月25日時点のオリジナルよりアーカイブ。2011年3月13日閲覧。
14. ↑  Jim Tuck. "Augustin Iturbide". Retrieved 10 November 2008.
15. ↑  Kirkwood, Burton (2000). History of Mexico. Westport, CT, USA: Greenwood Publishing Group, Incorporated. ISBN 978-0-313-30351-7.
16. ↑  Journal of the National Academy of History, nr. 104. Caracas
17. ↑  Casa Imperial